# Nesokia bunnii
Nesokia bunnii är en däggdjursart som först beskrevs av Khajuria 1981.  Nesokia bunnii ingår i släktet pestråttor och familjen råttdjur. IUCN kategoriserar arten globalt som starkt hotad. Inga underarter finns listade.
Denna gnagare förekommer bara i marsklandet eller i träskmarker mellan floderna Eufrat och Tigris i sydöstra Irak. Utbredningsområdet ligger mellan Bagdad och Basra.
Arten blir 25 till 27 cm lång (huvud och bål), har en cirka 20 cm lång svans och väger ungefär 520 gram. Pälsen är orangeröd på ryggen och blekare på sidorna. Buken och extremitetrna har en vit färg. På den svarta svansen finns några korta vita hår. I den ulliga pälsen är några styvare hår samt några svarta hår inblandade. De kraftiga fötterna är på ovansidan täckta av päls. Arten har påfallande små tummar. De bruna öronen ser nakna ut.
Nesokia bunnii är sällsynt. Den har bra simförmåga och kan klättra på träd.